# آرثر باكستر
آرثر باكستر (20 يناير 1910 في المملكة المتحدة - 28 يناير 1986 في المملكة المتحدة) (بالإنجليزية: Arthur Baxter)‏ هو لاعب كريكت بريطاني (وحمل سابقاً جنسية المملكة المتحدة لبريطانيا العظمى وأيرلندا). شارك مع منتخب اسكتلندا الوطني للكريكت. أما مع النوادي، فقد لعب مع نادي مقاطعة لانكشر للكريكت ‏ ونادي مقاطعة ميدلسكس للكريكت ‏ ونادي مارليبون للكريكت ‏.

## وصلات خارجية
- آرثر باكستر على موقع إي آس بي آن كريك إنفو (الإنجليزية)